# Forte Carpenedo
Il Forte Carpenedo, anche noto come Forte Vallon, è una fortezza ottocentesca ed ex-caserma dell'Esercito Italiano situata nella terraferma nei pressi di Carpenedo, nel comune di Venezia. 
Concepito come parte del campo trincerato di Mestre e del più ampio sistema difensivo della laguna, il forte, compreso in parte nell'area planiziale (codice area 034) pregiata per le caratteristiche ambientali e classificata come sito di interesse comunitario - Bosco di Carpenedo; oggi ha funzione didattico-museale ed ospita numerose iniziative a carattere culturale e sociale.

## Storia della costruzione
Forte Carpenedo è una costruzione militare con un impianto planimetrico poligonale, sugli schemi dell'architetto e ingegnere austriaco Andreas Tunkler (1820-1873).
Forte Carpenedo costituisce, assieme ai gemelli Forte Gazzera e Forte Tron, il nucleo originario del Campo Trincerato di Mestre: 
la collocazione di ciascun forte rispetto al più importante Forte Marghera è di tipo a raggiera e la distanza tra ciascun forte era in funzione dalla gittata dei cannoni in uso all'epoca, onde formare un sistema difficilmente espugnabile a difesa della città lagunare, del suo porto e del suo arsenale, contro eventuali attacchi provenienti dalla terraferma.
La disposizione di Forte Carpenedo, con orientamento verso Nord, è orientato secondo la direttrice di una delle principali vie di accesso dalla terraferma a Venezia, quella di Treviso.
Il progetto del forte venne proposto a Roma nel 1883 ed approvato il 13 giugno dello stesso anno; dopo una sospensione del progetto, durata circa 3 anni (in cui vennero rivisitati sia il piano della costruzione sia quello dei costi) e dopo l'apporto di piccole migliorie al progetto, il 21 agosto 1886 venne definitivamente disposto l'appalto per la costruzione.
L'esecuzione del complesso risale al 1887-1892, con circa mezzo secolo di ritardo rispetto ad altri forti analoghi in Europa. Concepito per resistere ad attacchi con proiettili di tipo impattivo, il forte si rivelò ben presto, con l'avvento dei proiettili esplosivi e con l'introduzione della canna rigata, obsoleto; fu quindi destinato in tempi successivi a funzioni diverse, tra cui fattoria, polveriera, deposito.
Definitivamente abbandonato dai militari a partire dalla prima metà degli anni '80, Forte Carpenedo è stato aperto al pubblico, con sempre maggiore regolarità, dalla metà degli anni '90.

## Descrizione
Il Forte, concepito per un naturale mimetismo nel paesaggio circostante (una collinetta, oggi alberata, difficilmente percepibile all'occhio di un osservatore) è circondato da un fossato largo fino a circa 40 metri, originariamente profondo fino a 6 metri, alimentato da una sorgente di falda che sgorga all'interno. un sistema di fossi permette di regolare il livello dell'acqua del fossato.
Un ponte (originariamente levatoio) a struttura metallica con tavolato in legno su piloni in pietra consente l'accesso al Forte, attraverso un imponente portale in pietra d'Istria di gusto neoclassico.
La struttura del forte consta di tre traversoni: di difesa, centrale e d'attacco. Il traversone di difesa, è costituito dalla parte più esterna del Forte, attorno all'entrata che anticamente disponeva di un ponte levatoio, i cui argani erano collocati nell'ingresso ("volta alla prova") retrostante il portale neoclassico. Traccia del ponte levatoio è visibile nelle indicazioni "alzare" ed "abbassare" tuttora leggibili nella "volta alla prova". Nel traversone centrale, di costruzione più recente, è situata la logistica del forte: il Comando, le sale di servizio, l'infermeria, la sartoria, gli uffici, la fureria. Il traversone d'attacco, è quello posteriore agli altri due ed, insieme a quello di difesa, circonda il traversone centrale.